# Новотроицк (Кармаскалинский район)
Новотроицк (баш. Яңы Троицк) — деревня в Кармаскалинском районе Республики Башкортостан Российской Федерации. Входит в состав Кармаскалинского сельсовета.

## География

### Географическое положение
Расстояние до:
- районного центра (Кармаскалы): 6 км,
- центра сельсовета (Кармаскалы): 6 км,
- ближайшей ж/д станции (Карламан): 17 км.

## Население
| 2002 | 2009 | 2010 |
| ---- | ---- | ---- |
| 3    | ↗4   | ↗16  |

Национальный состав
Согласно переписи 2002 года, преобладающая национальность — русские (100 %).